# Лас-Анимас (Агуаскальентес)
Лас-Анимас (исп. Las Ánimas) — посёлок в центральной части Мексики, на территории штата Агуаскальентес. Входит в состав муниципалитета Пабельон-де-Артеага.

## Географическое положение
Лас-Анимас расположен в центральной части штата, на расстоянии приблизительно 16 километров к северу от города Агуаскальентес. Абсолютная высота — 1893 метра над уровнем моря.

## Население
Согласно данным, полученным в ходе проведения официальной переписи 2005 года, в посёлке проживало 1842 человека (931 мужчина и 911 женщин). Насчитывалось 386 домов. По возрастному диапазону население распределилось следующим образом: 50,1 % — жители младше 18 лет, 44,7 % — между 18 и 59 годами и 5,2 % — в возрасте 60 лет и старше. Уровень грамотности среди жителей старше 15 лет составлял 95,9 %.
По данным переписи 2010 года, численность населения Лас-Анимаса составляла 1794 человека. Динамика численности населения посёлка по годам:
| 2000 | 2005 | 2010 |
| ---- | ---- | ---- |
| 1610 | 1842 | 1794 |